# Elizabeth Carter Brooks
Elizabeth Carter Brooks, född 1867, död 1951, var en amerikansk aktivist. 
Hon var ordförande för National Association of Colored Women 1908–1912. 